# Wally Dickinson
Walter Dickinson (22 tháng 12 năm 1895 – 1968) là một cầu thủ bóng đá người Anh thi đấu ở vị trí hậu vệ. Trong sự nghiệp 350 trận, Dickinson thi đấu cho Bradford Park Avenue, Sheffield Wednesday và Swindon Town.